# 何悠之
何悠之（?—?），庐江郡灊县（今安徽省潜山县）人。东晋骠骑将军何充弟何准曾孙。何尚之的弟弟，南朝宋官员。

## 生平
何悠之官至义兴郡太守、侍中、太常。与琅邪郡王徽关系不错。元嘉二十五年（448年），改选学职，太尉江夏王刘义恭领国子祭酒，何悠之及侍中江湛领博士。何悠之卒，王徽给何尚之的儿子何偃写信："吾与义兴，直恨相知之晚，每惟君子知我。若夫嘉我小善，矜余不能，唯贤叔耳。"何悠之弟何愉之，新安郡太守。何愉之弟何翌之，都官尚书。

## 子
何颙之，娶宋文帝第四女临海惠公主。宋明帝时，官至通直常侍。